# Palpares schoutedeni
Palpares schoutedeni is een insect uit de familie van de mierenleeuwen (Myrmeleontidae), die tot de orde netvleugeligen (Neuroptera) behoort. 
Palpares schoutedeni is voor het eerst wetenschappelijk beschreven door Navás in 1925.